# 异萼木
异萼木（学名：Dimorphocalyx poilanei），为大戟科异萼木属下的一个植物种。